# 撫松県
撫松県（ぶしょう-けん）は中華人民共和国吉林省白山市に位置する県。県人民政府の所在地は撫松鎮。

## 歴史
1909年（宣統元年）、清朝により設置される。1954年に遼寧省より吉林省に移管された。

## 行政区画
11鎮、3郷を管轄：
- 鎮：撫松鎮、松江河鎮、泉陽鎮、露水河鎮、仙人橋鎮、万良鎮、新屯子鎮、東崗鎮、漫江鎮、北崗鎮、興参鎮
- 郷：興隆郷、抽水郷、沿江郷

## 交通

### 航空
- 長白山空港

### 鉄道
- 中国国家鉄路集団
  - 瀋白旅客専用線（中国語版）（建設中）
  - 渾白線（中国語版）
    - 松江河駅（中国語版）

### 道路
- 高速道路
  -  鶴大高速道路
  -  長長高速道路（中国語版）
- 国道
  -  G201国道
  -  G331国道
  -  G504国道（中国語版）